# Cai Chusheng
Pour les articles homonymes, voir Cai.
Dans ce nom chinois, le nom de famille, Cai, précède le nom personnel.
Cai Chusheng (chinois : 蔡楚生), né le 12 janvier 1906, mort le 15 juillet 1968, est un réalisateur de films chinois.

## Biographie
Cai Chusheng est né à Shanghai de parents cantonais, mais élevé autour de Guangdong.
Il débute par des petits boulots dans des studios en 1927, pour ensuite rejoindre la Mingxing Film Company comme assistant réalisateur de Zheng Zhengqiu. Après avoir rejoint les studios Lianhua (en), il devient l'un des meilleurs réalisateurs des années 1930 et 1940. Il séjourne à Hong Kong durant la guerre avec le Japon. Après son retour à Shanghai en 1945, il travaille pour les studios Kunlun. Après la révolution communiste, Cai travailla principalement à des tâches administratives, mais réalisa tout de même Vague sur la rive sud (1963).
À la fin des années 1960, comme la révolution culturelle battait son plein, Cai Chusheng (comme de nombreux artistes et intellectuels de l'époque) devint la cible de persécutions, qui conduisirent à sa mort prématurée en 1968.
Dans le film biographique réalisé en 1992 par Stanley Kwan, Center Stage, le rôle de Cai Chusheng est tenu par l'acteur hongkongais Tony Leung Ka-fai.

## Œuvre
Le Chant des pêcheurs est le premier film chinois à recevoir une récompense dans un festival international (prix d'honneur du Festival du film de Moscou en 1935).
Parmi ses films les plus connus, on remarque Femmes nouvelles (1934) avec Ruan Lingyu dans son dernier rôle avant son suicide.
Son film d'après guerre Les Larmes du Yangzi (1947) est considéré comme l'un des films majeurs du "second âge d'or" du cinéma.

## Filmographie sélective
- 1932 : Partager la difficulté pendant la crise nationale
- 1932 : Fenhongse de meng (Un rêve rose)
- 1933 : Matinée de la ville
- 1933 : Les Vers à soie du printemps (Chūncán) de Cheng Bugao (en)
- 1934 : Le Chant des pêcheurs, prix du Festival du film de Moscou, 1935
- 1934 :  Femmes nouvelles (Xin nüxing)
- 1936 : Mitu de gaoyang (Les Chevreaux perdus)
- 1939 : Gu dao tian tang (Paradis sur une île déserte)
- 1947 : Les Larmes du Yangzi (Yijiang chunshui xiang dong liu)
- 1963 : Vague sur la rive sud